# Björgvin Páll Gústavsson
Björgvin Páll Gústavsson (24 maggio 1985) è un pallamanista e allenatore di pallamano islandese.

## Palmarès

### Olimpiadi
- 1 medaglia:
  - 1 argento (Pechino 2008)

### Europei
- 1 medaglia:
  - 1 argento (Austria 2010)